# فرودگاه گرنده پریری
فرودگاه گرنده پریری (به انگلیسی: Grande Prairie Airport) یک فرودگاه همگانی باربری با کد یاتا YQU است که یک باند فرود آسفالت دارد و طول باند آن ۱۸۹۰ متر است. این فرودگاه در کشور کانادا قرار دارد و در ارتفاع ۶۶۹ متری از سطح دریا واقع شده‌است.

## شرکت‌های هواپیمایی و مقصدهای پروازی
| شرکت‌های هواپیمایی  | مقصدهای پروازی   |
| ------------------ | ---------------- |
| Air Canada Express | کالگری، ادمونتون |
| وست جت             | کالگری           |
| WestJet Encore     | کالگری، ادمونتون |